# آبشار های فورس
آبشارهای فورس (به انگلیسی: High Force) آبشاری است که در انگلستان واقع شده و ارتفاع کلی ریزشگاه آن ۲۹ متر است.